# Ansgar Höckelmann

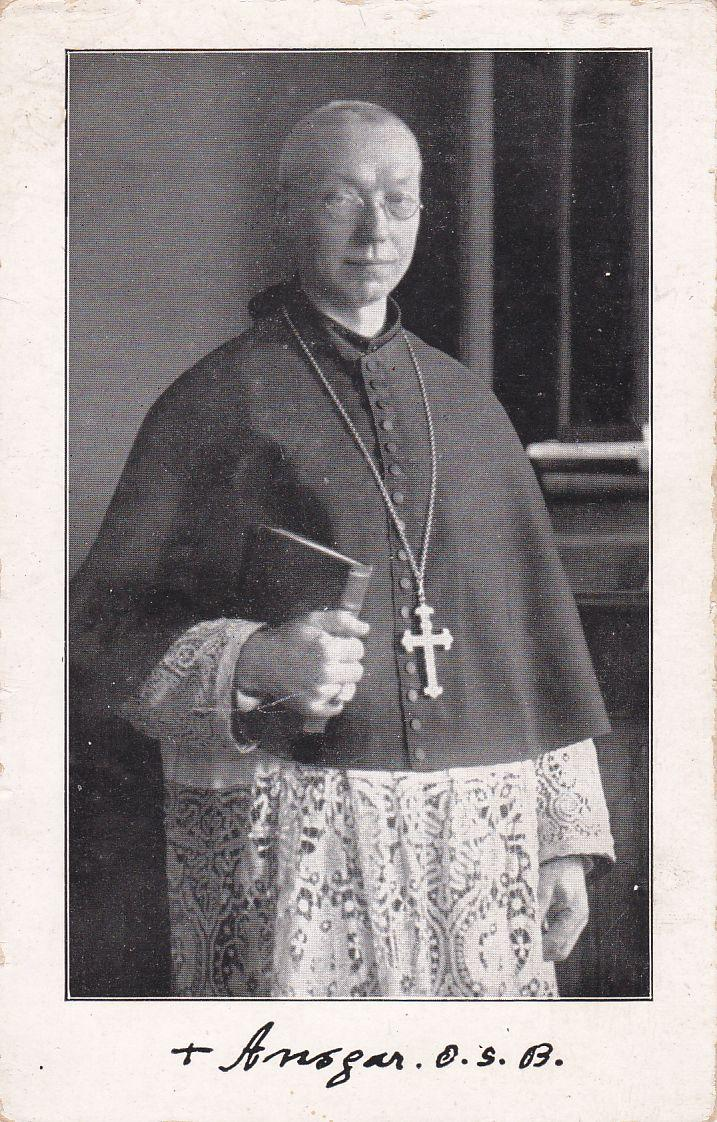
Abt Ansgar Höckelmann OSB (um 1905)

 Ansgar Höckelmann, auch Ansgarius Höckelmann OSB (* 17. Dezember 1862 in Freckenhorst als Theodor Friedrich Höckelmann; † 27. November 1943 in Liebenau) war Benediktiner und von 1899 bis 1929 Abt der Klöster Erdington bzw. Weingarten.

## Leben
Theodor Höckelmann trat im Jahr 1880 in das Noviziat der Benediktinerabtei Beuron ein (damals noch im Exil in Volders, Österreich), wo er den Ordensnamen Ansgar erhielt und am 1. Oktober 1882 in der neuerrichteten Abtei Emaus in Prag für die Abtei Beuron die Profess ablegte. Am 10. August 1886 wurde Höckelmann in der Abtei Seckau zum Priester geweiht. 1891 ging er für vier Jahre in das Priorat Erdington bei Birmingham, 1895 als Prior in das Kloster Cucujães in Portugal (bei Oliveira de Azeméis). Als Pater Ansgar am 9. Juli 1899 vom Beuroner Erzabt Placidus Wolter zum Abt von Erdington ernannt wurde, kehrte er nach England zurück. Hier wurde er am 16. Juli 1899 als Abt investiert, worauf er am 3. September d. J. die Abtsweihe erhielt. Während des Ersten Weltkriegs suspendiert und interniert, musste er nach Kriegsende mit den ausgewiesenen deutschen Mönchen das Vereinigte Königreich verlassen und kam, im Mai 1922 zum Abt von Weingarten ernannt, nach Weingarten in Württemberg, wo die Mönche die Gebäude der 1803 säkularisierten Reichsabtei Weingarten übernahmen. Am 15. Mai 1922 als Abt installiert, übertrug er am 8. Juli 1922 auch seine Gelübde auf das Kloster Weingarten.
In Weingarten bestand Abt Höckelmanns Aufgabe vor allem darin, die finanzielle Grundlage der Abtei zu festigen und die ein Jahrhundert fremdgenutzten Gebäude zu einem Kloster umzubauen. Zur Nachwuchsgewinnung gründete er eine Oblatenschule. 1924 konnte der Abt in Weingarten die 200. Kirchweihfeier und sein 25-jähriges Abtjubiläum begehen. Am 3. September 1929 legte er sein Amt aus Altersgründen nieder und übertrug die Jurisdiktion dem Abt-Koadjutor Michael von Witowski. Als Emeritus lebte Abt Ansgar danach teils in Weingarten, teils in Beuron. Nach der Aufhebung Weingartens durch die Behörden 1940 wich er nach Liebenau aus, wo er 1943 starb.